# Psychotria rubropilosa
Psychotria rubropilosa är en måreväxtart som beskrevs av De Wild.. Psychotria rubropilosa ingår i släktet Psychotria och familjen måreväxter. Inga underarter finns listade i Catalogue of Life.